# ABK Architects
ABK Architects (zuvor Ahrends, Burton und Koralek) ist ein Architekturbüro.

## Geschichte
Das Büro wurde 1961 von Peter Ahrends (geboren 1933 in Berlin, Deutschland), Richard Burton (geboren 1933 in London, Vereinigtes Königreich, gestorben 2017) und Paul Koralek (geboren 1933 in Wien, Österreich, gestorben London, Vereinigtes Königreich 2020) gegründet, nachdem sie 1960 den ersten Preis in einem Wettbewerb zur Gestaltung der Berkeley Library am Trinity College Dublin gewonnen hatten. ABK wurde 1961 zunächst in London gegründet, hat aber seit 1996 auch einen Standort in Dublin.
1982 entwarf ABK ein preisgekröntes Projekt für die Hampton-Erweiterung der National Gallery in London. Dieses wurde jedoch von Charles, Prince of Wales, als ein „monströses Krebsgeschwür auf dem Gesicht eines vielgeliebten und eleganten Freundes“ beschrieben. Der Entwurf wurde nicht für den schließlich gebauten Sainsbury Wing genutzt, der 1991 fertiggestellt wurde.

## Architektonische Werke
Von ABK entworfene Gebäude umfassen:
- Berkeley Library, Trinity College Dublin (1961–67)
- St Andrew's College, Booterstown, Dublin (1968–72)
- Kunstfakultätsgebäude, Trinity College, Dublin (1968–79)
- Redcar Library (1971; demolished 2011)
- Ergänzungen zum Keble College, Oxford in der Blackhall Road (1972–80)
- Templeton College, Oxford (1969–96)
- Bibliothek der Portsmouth Polytechnic (1975–80)
- John Lewis Kaufhaus, Kingston-upon-Thames, (1979–90)
- Sainsbury’s Supermarkt, Canterbury, Kent (1982–84)
- Hooke Park College, Dorset (1983–90)
- Dover Heritage Zentrum, Kent (1988–91)
- Entwicklungsplan und Skulpturenhof der Whitworth Art Gallery, Manchester (1991–95)
- Docklands Light Railway Beckton Erweiterung und Poplar Bridge, London (1987–93)
- Techniquest Science Discovery Centre, Cardiff (1992–95)
- Selly Oak Colleges Learning Resource Centre, Birmingham (1995–97)
- Erweiterung des Hauptsitzes von W. H. Smith, Swindon, Wiltshire (1994–96)
- Besucherzentrum Waterford, Ireland (1997–98)
- Dublin Dental Hospital (1995–98)
- Wirtschafts- und Wirtschaftswissenschaftsgebäude der Loughborough University, Leicestershire (1995–98)
- Britische Botschaft, Moscow, Russia (1993–2000)
- Institute of Technology, Tralee, County Kerry (1996–2001)
- Blanchardstown Institute of Technology, Dublin (1998–2002)
- Áras an Chontae, Tullamore, County Offaly (1999–2002)
- Erweiterung des Kunstgebäudes, Trinity College, Dublin (2000–02)
- Áras an Chontae, Roscommon, County Roscommon (2015)